# Knight Time
Knight Time es un álbum recopilatorio del grupo estadounidense Gladys Knight & the Pips. Fue publicado en marzo de 1974 a través de Soul Records.

## Antecedentes
En febrero de 1973, Gladys Knight & the Pips ya no estaba asociados con Motown. El grupo había firmado con Buddha, donde disfrutaban de grandes éxitos. Knight Time contiene material inédito que el grupo grabó antes de su salida del sello (probablemente alrededor de 1972–1973).

## Recepción de la crítica
Un escritor no especificado de la revista Cash Box escribió: “«How Can You Say That Ain't Love», «Somebody Stole the Sunshine», «It's All Over but the Shoutin'», «Billy, Come on Back as Quick as You Can», y «Your Heartaches I Can Surely Feel» son algunas de las pistas más memorables de este álbum, pero de alguna manera todo lo que este grupo hace, o ha hecho, se pone de moda, y esta colección no es una excepción”. Un escritor no especificado de Billboard escribió: “El sonido rico y poderoso de las cuatro voces, con Gladys elevándose por encima del sonido suave y sensible de sus asociados masculinos, suena verdadero—una vez más. Motown afirma que se trata de material nuevo, pero el sonido y el estilo son típicos de lo que representa actualmente el acto en el mercado”.

## Lista de canciones
| Lado uno |                                    |                                              |          |  |
| N.º      | Título                             | Escritor(es)                                 | Duración |  |
| 1.       | «How Can You Say That Ain't Love»  | Pam Sawyer Joe Hinton                        | 2:40     |  |
| 2.       | «Somebody Stole the Sunshine»      | Johnny Bristol Doris McNeil                  | 3:29     |  |
| 3.       | «Between Her Goodbye and My Hello» | Jim Weatherly                                | 3:41     |  |
| 4.       | «It's All Over but the Shoutin'»   | Bristol James Dean Hinton                    | 3:50     |  |
| 5.       | «We've Got Such a Mellow Love»     | Norma Jean Toney William Garrett Al Hamilton | 3:30     |  |

| Lado dos |                                           |                                                 |          |  |
| N.º      | Título                                    | Escritor(es)                                    | Duración |  |
| 1.       | «Ease Me to the Ground»                   | Bud Reneau                                      | 2:44     |  |
| 2.       | «Your Heartaches I Can Surely Heal»       | Bristol Lewis Peters Robert Purdue Carol Peters | 3:18     |  |
| 3.       | «Master of My Mind»                       | Sawyer Gloria Jones Clay McMurray               | 2:34     |  |
| 4.       | «Billy, Come on Back as Quick as You Can» | Bristol Edwin Starr Scott Regen                 | 2:49     |  |
| 5.       | «It Takes a Whole Lot of Human Feeling»   | Micki Grant                                     | 5:02     |  |

## Créditos y personal
Créditos adaptados desde las notas de álbum de Knight Time.
Personal técnico
- Joe Hinton – productor en «How Can You Say That Ain't Love»
- Johnny Bristol – productor en «Somebody Stole the Sunshine», «It's All Over but the Shoutin'», «Your Heartaches I Can Surely Heal» y «Billy, Come on Back as Quick as You Can»
- Joe Porter – productor en «Between Her Goodbye and My Hello», «Ease Me to the Ground» y «It Takes a Whole Lot of Human Feeling»
- Al Kent – productor en «We've Got Such a Mellow Love»
- Clay McMurray – productor en «Master of My Mind»
- Willie Shorter – arreglos en «How Can You Say That Ain't Love»
- Paul Riser – arreglos en «Somebody Stole the Sunshine», «Between Her Goodbye and My Hello», «It's All Over but the Shoutin'» y «We've Got Such a Mellow Love»
- Jimmie Haskell – arreglos en «Between Her Goodbye and My Hello» y «Ease Me to the Ground»
- Artie Butler – arreglos en «Ease Me to the Ground» y «It Takes a Whole Lot of Human Feeling»
- Wade Marcus – arreglos en «Your Heartaches I Can Surely Heal»
- Tom Baird – arreglos en «Master of My Mind»
- H. B. Barnum – arreglos en «Master of My Mind»
- Michael O'Martian – arreglos en «It Takes a Whole Lot of Human Feeling»

## Posicionamiento
| Gráfica (1974)                            | Pico de posición |
| ----------------------------------------- | ---------------- |
| Estados Unidos (Billboard Top LPs & Tape) | 139              |
| Estados Unidos (Billboard Soul LPs)       | 29               |